# Sergio Boris González-Monteagudo
Sergio Boris González-Monteagudo (nascut el 26 de maig de 1980 a Avilés) és un exfutbolista asturià que jugava de defensa.
Va acumular un total de 129 partits i un gol a la Lliga durant set temporades, jugant a l'Oviedo, la Reial Societat i el Numància. Va sumar 114 aparicions a Segona Divisió, en una carrera sènior de 20 anys.

## Carrera de club
Nascut a Avilés, Astúries, Boris va ser un producte juvenil de les files del Reial Oviedo local. Va aparèixer una vegada amb el primer equip durant la temporada 1998–99, una derrota a la Lliga per 0–3 contra el València CF el 29 de maig de 1999, i es va convertir en la primera opció per a les temporades següents, tot i que l'equip va patir el descens de la màxima categoria el 2001.
Boris es va incorporar llavors a la Reial Societat, sent un fitxatge històric ja que va ser el primer jugador espanyol de fora del País Basc que va ser fitxat pel club en 35 anys. Després d'haver jugat 25 partits a la campanya de subcampió de la lliga, gairebé no va jugar cap papels anys següents, també va complir una estada cedit sense pretensions amb el Córdoba CF (segona divisió) la 2004–05, on va ser apartat de la plantilla durant més de dos mesos.
Alliberat, Boris va fitxar amb el CD Numància del mateix nivell, sent un element defensiu clau ja que l'equip sòrià va tornar a la primera fila el 2008 després d'una pausa de tres anys. El juny de 2011, després d'un total de 18 aparicions a la Lliga en les seves dues últimes temporades, només tres partits en aquesta última, el jugador de 31 anys va deixar el Nuevo Estadio Los Pajaritos i va tornar a la seva ciutat natal amb el seu primer club de futbol, el Real Avilés. a la quarta divisió.